# Entreviñas
Entreviñas (asturisch San Cristoba) ist eine Parroquia und ein Ort in der Gemeinde Avilés der Autonomen Gemeinschaft Asturien im Norden Spaniens.
Die 1848 Einwohner (2011) leben auf einer Fläche von 4,02 km².

## Sehenswürdigkeiten
- Pfarrkirche San Cristóbal

## Dörfer und Weiler
| Name              | asturisch        | Einwohner | Lage                   |
| ----------------- | ---------------- | --------- | ---------------------- |
| La Atalaya        | La Talaya        | unbewohnt |                        |
| Atrás             | La Calle d'Atrás | 11        | 43.568776 -5.94891 77  |
| Bastián           | En Ca Bastián    | 32        | 43.57009 -5.948196 80  |
| La Cabianca       |                  | 39        | 43.565731 -5.944321 82 |
| Caleyo            |                  | 4         |                        |
| El Caliero        |                  | 180       | 43.559567 -5.948822 87 |
| El Campo          |                  | 100       | 43.565313 -5.940937 84 |
| Campo Conde       | El Campo'l Conde | 29        | 43.567529 -5.946613 79 |
| La Cuesta         |                  | 11        |                        |
| El Cueto          |                  | 30        |                        |
| La Folleca        |                  | 105       | 43.571067 -5.94042 39  |
| La Fuente         | Ca'l Conde       | 13        | 43.569832 -5.943087 57 |
| La Garita         |                  | 64        |                        |
| Gaxín             |                  | 36        | 43.556246 -5.939107 47 |
| Los Llaos         |                  | 24        |                        |
| El Montán         |                  | 57        | 43.561851 -5.932937 58 |
| Quintana Dionisio |                  | 9         |                        |
| El Rey            | En Ca'l Rei      | 14        |                        |
| La Sablera        |                  | 210       | 43.566042 -5.93841 81  |
| So la Iglesia     | Solaiglesia      | 26        | 43.564749 -5.944402 83 |
| Valdredo          |                  | 80        | 43.563824 -5.933073 55 |
| Valgranda         |                  | 774       | 43.563789 -5.930822 46 |